# KkStB 564 sorozat
A kkStB 564 sorozat egy mellékvonali szertartályosgőzmozdony-sorozat volt az osztrák császári és Királyi Osztrák Államvasutaknál (k.k. österreichischen Staatsbahnen, kkStB), amely mozdonyokat eredetileg a Kaiser Ferdinands-Nordbahn (KFNB) szerezte be.

## Története
A három mozdonyt a Krauss linzi mozdonygyára építette 1897-ben a Saitz–Czeicz–Göding HÉV számára. A mozdonyok a mellékvonali szolgálatra túl voltak méretezve, ezért átállomásították őket Dzieditzből.
A mozdonyoknak Gölsdorf-féle kompaundgépezete volt.
Az első világháború után mindhárom mozdony a Csehszlovák Államvasutakhoz került ČSD 313.001-003 pályaszámokon. Ott 1936-ig selejtezték őket.

## Fordítás
- Ez a szócikk részben vagy egészben  a   kkStB 564 című német Wikipédia-szócikk fordításán alapul.  Az eredeti cikk szerkesztőit annak laptörténete sorolja fel. Ez a jelzés csupán a megfogalmazás eredetét és a szerzői jogokat jelzi, nem szolgál a cikkben szereplő információk forrásmegjelöléseként.